# Adriana van Glymes
Adriana van Glymes (Slot Wouw, 9 maart 1495 – 27 juni 1524) was een Nederlandse adellijke vrouw uit het Huis Glymes en door huwelijk gravin van Nassau-Wiesbaden-Idstein.

## Biografie
Adriana was de oudste dochter van Jan III van Glymes, heer van Bergen op Zoom en Adriana van Brimeu, dochter van Gwijde van Brimeu, heer van Humbercourt en Antoinette van Rambures. Ze huwde te Bergen op Zoom op 24 augustus 1514 met graaf Filips I van Nassau-Wiesbaden (Keulen, 26 april 1492 – Idstein, 6 juni 1558). Filips was in 1511 zijn vader opgevolgd als graaf van Nassau-Wiesbaden-Idstein.
Uit dit huwelijk werden de volgende kinderen geboren:
1. Catherina (1515 – 1540), huwde in 1538 met Johan II van Hohenfels († 1573).
2. Filips II (1516 – Sonnenberg, 3 januari 1566), was sinds 1536 mederegent van zijn vader, werd in 1554 graaf van Nassau-Wiesbaden, erfde in 1556 Idstein van zijn broer Adolf, maar stond dat in 1564 af aan zijn broer Balthasar.
3. Margaretha (1517 – 24 maart 1596), was abdis van Klooster Walsdorf bij Idstein sinds 1554.
4. Adolf IV (1518 – Idstein, 5 januari 1556), werd in 1554 graaf van Nassau-Idstein.
5. Balthasar (1520 – 11 januari 1568), werd in 1564 graaf van Nassau-Idstein en erfde in 1566 Wiesbaden van zijn broer Filips II.
6. Anna (1520 – Klooster Walsdorf, 1594), was non in Klooster Walsdorf bij Idstein.

Adriana en Filips hadden hun residentie afwisselend op de Burcht Idstein en de Burcht Wiesbaden. Adriana overleed toen ze pas 29 jaar oud was. Ze werd begraven in de Uniekerk te Idstein.

## Grafsteen en grafmonument

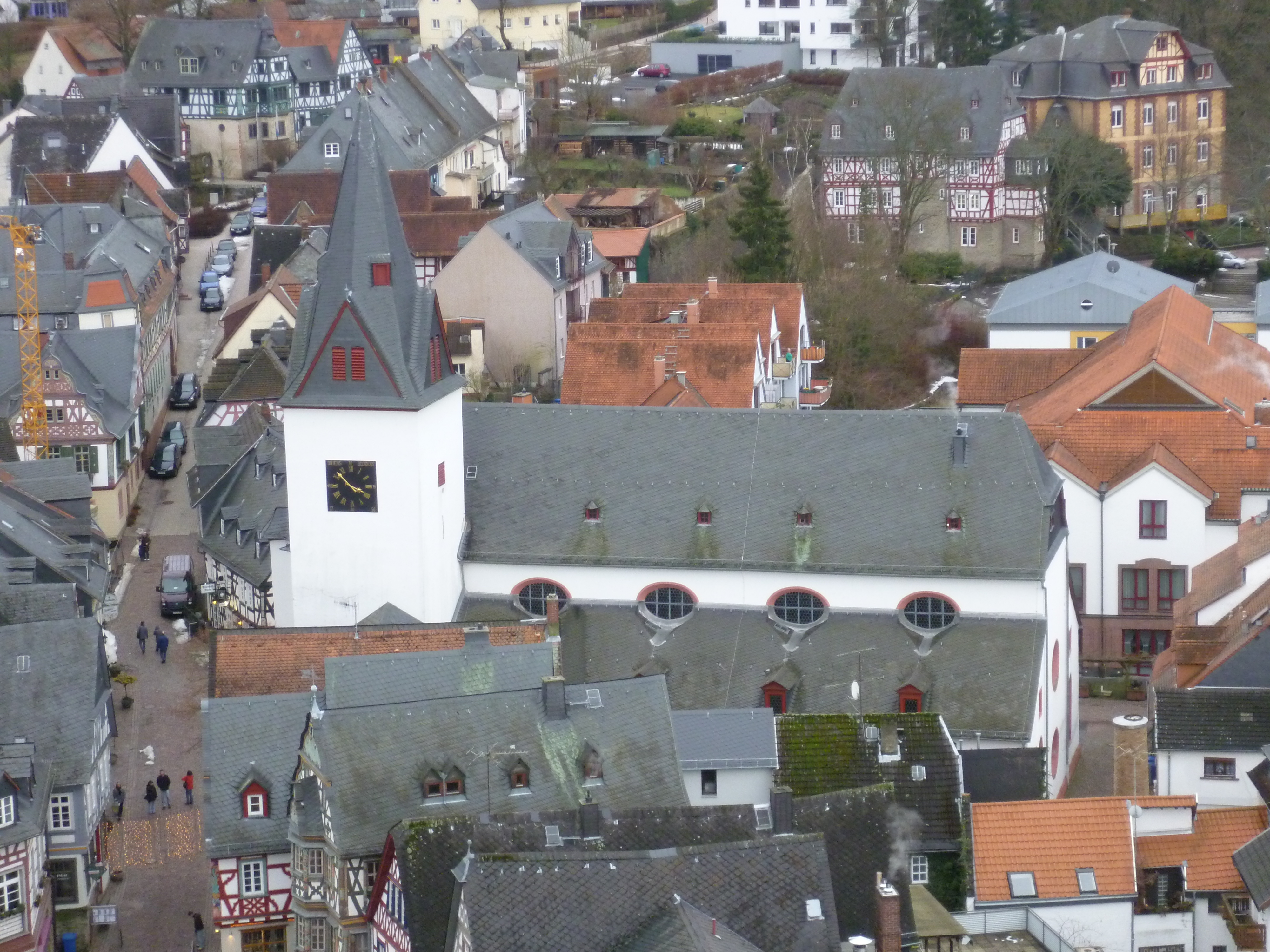
De Uniekerk te Idstein

Haar grafsteen van rode zandsteen werd waarschijnlijk bij de verbouwing van de kerk na 1665 in de vloer van het koor onder het hoogaltaar geplaatst, waar het in 1875 herontdekt werd. De steen toont het bas-reliëf van de overledene in eigentijdse dracht, omlijst door vierzonige pilasters en aan beide zijden van het hoofd tevoorschijn komende rozenblaadjes. Oorspronkelijk droeg de steen vier wapenschilden, waarvan alleen de twee bovenste op de hoeken de inscriptierand doorsneden. De twee onderste wapenschilden zijn als gevolg van aanzienlijke schade aan het onderste kwart van de steen verloren gegaan. Het oppervlak is versleten en de inscriptie is beschadigd, het onderste deel van de steen is vernield. Op de rand een rondlopende grafinscriptie die linksboven begint en luidt: “AN(N)O · l · 5 · 24 · DEN · 27 / IVNY · STARB · DIE · WOLGEBORNE · AD[RIANA GEBORNE GRAVIN ZV BERGEN VND WALEN GRAV]IN · ZV · NASS(AW) · FRAW · ZV · WISBA(DEN) V(N)D · IZST(EIN) · DER · GOT · GENE(DIG) · SY · AM[EN]”. De tekst van de inscriptie op de grafsteen en het grafmonument is vrijwel identiek. De vormen van de letters en de ornamenten en details van de figuur op de steen komen inderdaad overeen met die van Filips, zodat de gelijktijdige productie van de grafstenen in 1558 aannemelijk is.

Het reeds in de 17e eeuw beschadigde en later verminkte en veranderde grafmonument van witte kalksteen is aan de oostelijke wand van het ridderkoor geplaatst. Het grafmonument heeft een rijke Renaissance-architectuur die zich boven de brede sokkel met de grafinscripties voor Filips en Adriana verheft. De twee staande figuren van het echtpaar zijn in deze lijst geplaatst; een rijkelijk versierd driehoekig fronton vormde oorspronkelijk het bovenste uiteinde van het monument. Inmiddels ontbreekt naast dit fronton ook het grootste deel van de linker pilaster, waarop de wapenschilden van de zijde van de man waren geplaatst. In Adriana's inscriptie begint de eerste regel met een bredere woordruimte en gaat dan dichter bij elkaar in de volgende regels met smallere, dichter bij elkaar staande letters. De H toont een naar beneden uitpuilende balk, de bogen van B en R zijn open. Er zijn hoofdletters gebruikt; de woordverdeling wordt gekenmerkt door kleine driehoekjes. De inscriptie voor Filips luidt: “ANNO · l · 5 · 58 · DE(N) · 6 · JVNY · STARB / DER · WOLGEBORN · PHILIPS · GRAVE / ZV · NASSAW · HER · ZV · WISBADEN / VND · ITZSTEIN · DES · SELE · GOTT / DER · ALMECHTIG · EIN · SELIGE / VFFERSTEHVNG · VERLEIHE(N) · WOLL · A(MEN)” en de inscriptie voor Adriana luidt: “ANNO · l · 5 · 24 · DEN · 27 · JVNY / STARB · DIE · WOLGEBORN · ADRIANA / GEBORNE · GRAVIN · ZV · BERGEN VND / WALEN · GRAVIN · ZV · NASS(AW) · FRAW · ZV / WISBA(DEN) · V(N)D · ITZST(EIN) · DER · GOT · EI(NE) · SELIGE / VFFERSTEVNG · VERLEIHE(N) · WOLLE A(MEN)”.

## Voorouders
| Voorouders van Adriana van Glymes | Voorouders van Adriana van Glymes                               | Voorouders van Adriana van Glymes                               | Voorouders van Adriana van Glymes                                   | Voorouders van Adriana van Glymes                                   | Voorouders van Adriana van Glymes                                     | Voorouders van Adriana van Glymes                                     | Voorouders van Adriana van Glymes                                     | Voorouders van Adriana van Glymes                                     |
| --------------------------------- | --------------------------------------------------------------- | --------------------------------------------------------------- | ------------------------------------------------------------------- | ------------------------------------------------------------------- | --------------------------------------------------------------------- | --------------------------------------------------------------------- | --------------------------------------------------------------------- | --------------------------------------------------------------------- |
| Betovergrootouders                | Jan van Glymes (?–1428) ⚭ Isabella van Grave (?–?)              | Hendrik IX van Boutersem (?–1419) ⚭ Johanna van de Aa (?–?)     | Mathieu van Rouvroy (?–1415) ⚭ Johanna van Haverskerque (?–?)       | Ame van Commercy (?–1414) ⚭ 1396 Maria van Thil (?–na 1423)         | David van Brimeu (?–1427) ⚭ 1396 Maria van Sorrus (?–1422/23)         | Colart van Mailly (?–?) ⚭ Maria van Lorsignol (?–?)                   | ? (?–?) ⚭ ? (?–?)                                                     | ? (?–?) ⚭ ? (?–?)                                                     |
| Overgrootouders                   | Jan I van Glymes (?–1427) ⚭ 1418 Johanna van Boutersem (?–1440) | Jan I van Glymes (?–1427) ⚭ 1418 Johanna van Boutersem (?–1440) | Gauthier van Rouvroy (?–1458) ⚭ 1422 Maria van Commercy (?–na 1449) | Gauthier van Rouvroy (?–1458) ⚭ 1422 Maria van Commercy (?–na 1449) | Jan II van Brimeu (?–1441) ⚭ 1432 Maria van Mailly (?–1470)           | Jan II van Brimeu (?–1441) ⚭ 1432 Maria van Mailly (?–1470)           | Jacob van Rambures (?–?) ⚭ Maria van Berghes-Saint-Winock (?–?)       | Jacob van Rambures (?–?) ⚭ Maria van Berghes-Saint-Winock (?–?)       |
| Grootouders                       | Jan II van Glymes (?–1494) ⚭ Margaretha van Rouvroy (?–?)       | Jan II van Glymes (?–1494) ⚭ Margaretha van Rouvroy (?–?)       | Jan II van Glymes (?–1494) ⚭ Margaretha van Rouvroy (?–?)           | Jan II van Glymes (?–1494) ⚭ Margaretha van Rouvroy (?–?)           | Gwijde van Brimeu (1433–1477) ⚭ 1463 Antoinette van Rambures (?–1517) | Gwijde van Brimeu (1433–1477) ⚭ 1463 Antoinette van Rambures (?–1517) | Gwijde van Brimeu (1433–1477) ⚭ 1463 Antoinette van Rambures (?–1517) | Gwijde van Brimeu (1433–1477) ⚭ 1463 Antoinette van Rambures (?–1517) |
| Ouders                            | Jan III van Glymes (?–1531) ⚭ 1487 Adriana van Brimeu (?–?)     | Jan III van Glymes (?–1531) ⚭ 1487 Adriana van Brimeu (?–?)     | Jan III van Glymes (?–1531) ⚭ 1487 Adriana van Brimeu (?–?)         | Jan III van Glymes (?–1531) ⚭ 1487 Adriana van Brimeu (?–?)         | Jan III van Glymes (?–1531) ⚭ 1487 Adriana van Brimeu (?–?)           | Jan III van Glymes (?–1531) ⚭ 1487 Adriana van Brimeu (?–?)           | Jan III van Glymes (?–1531) ⚭ 1487 Adriana van Brimeu (?–?)           | Jan III van Glymes (?–1531) ⚭ 1487 Adriana van Brimeu (?–?)           |